# GHE T 1
Der T 1 ist ein zweiachsiger Triebwagen für Schmalspurbahnanlagen der Dessauer Waggonfabrik für die Gernrode-Harzgeroder Eisenbahn-Gesellschaft (GHE).

## Geschichte
Die GHE beschaffte diesen Triebwagen, um den Personenverkehr auf der Selketalbahn rationeller zu gestalten. Sein Haupteinsatzgebiet waren die Strecken Alexisbad–Harzgerode sowie Alexisbad–Stiege. Obwohl sich das Fahrzeug bewährte und die Aufgaben erfüllte, blieb der Triebwagen bei der GHE ein Einzelstück. Ein weitgehend baugleiches Fahrzeug wurde 1934 an die Weimar-Großrudestedter Eisenbahn (T 06) geliefert, es ging 1946 als Reparation in die UdSSR.
Die von der ebenfalls zu Orenstein & Koppel gehörenden Gothaer Waggonfabrik gebauten MEG T 1 bis T 8 waren in vielen Teilen baugleich mit diesen Triebwagen.
Zwar gab es bei der GHE Bestrebungen, einen weiteren Triebwagen zu bestellen, das angesparte Geld wurde schließlich aber in neue Busse investiert.
Während des Zweiten Weltkriegs wurde die Beschaffung von Diesel für die GHE zunehmend schwerer, so dass der Triebwagen schließlich 1943 konserviert im Lokschuppen des Bahnhofes Eisfelder Talmühle abgestellt wurde. Als die sowjetische Militärbehörde die Demontage der Selketalbahn als Reparation forderte, fehlte der nun schon einige Zeit abgestellte Triebwagen in der Bestandsliste. Möglicherweise auch diesem Umstand ist es zu verdanken, dass er im Gegensatz zu dem anderen Rollmaterial nicht abtransportiert wurde.
Nach der Übernahme durch die Deutsche Reichsbahn wurde er als VT 133 522 bezeichnet und übernahm den Verkehr auf dem verbliebenen Reststück der Selketalbahn zwischen Eisfelder Talmühle und Hasselfelde. Später kam er wieder auf seiner Stammstrecke zwischen Gernrode nach Straßberg zum Einsatz. Mit seinen 34 Sitz- und 10 Stehplätzen war er allerdings einfach zu klein und wurde 1963 zum Gerätewagen umgebaut. Der Originalmotor wurde durch einen Motor des Typs EM 4-22/90 aus dem IFA S4000-1 ersetzt, dies geschah vermutlich auch 1963. Im Jahr 1972 erhielt er von der Deutschen Reichsbahn die auch noch heute gültige Fahrzeugnummer 187 001-3. Die Abstellung erfolgte 1978.

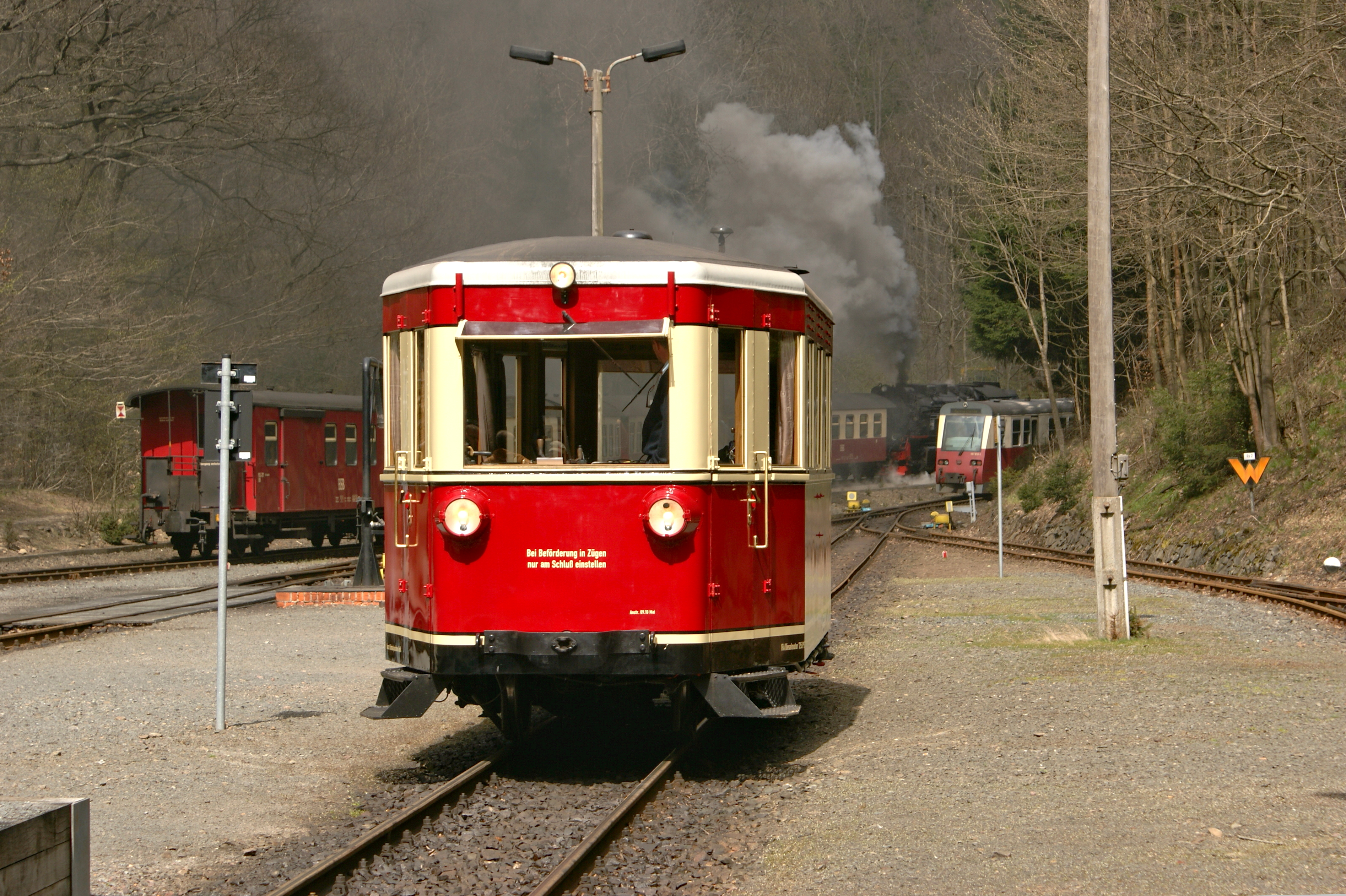
Frontansicht des Fahrzeugs, 2012 in Eisfelder Talmühle

Noch in den letzten Jahren der DDR kam der T 1 auf die Liste der langfristig zu erhaltenen Schienenfahrzeugen. Im Jahr 1988 wurde begonnen, den Triebwagen wieder herzurichten, um ihn für Sonderfahrten einsetzen zu können. 2001 erhielt er einen neuen Motor des Typs 4 VD 14,5/12-1 SRW, wie er im LKW W50 verwendet wird. Die Harzer Schmalspurbahnen stellten den Triebwagen 2007 von der Ausbesserung zurück. Erst 2010, nach einem zweijährigen Aufenthalt im Dampflokwerk Meiningen, kehrte der T 1 auch mit einer anderen Lackierung und farblich geänderter Inneneinrichtung wieder in den Einsatzpark zurück. Im Bahnbetriebswerk Wernigerode Westerntor wurde anschließend eine Sicherheitsfahrschaltung eingebaut – seitdem kann er auch ohne Beimann betrieben werden.
Im April 2017 wurde der Triebwagen mit Problemen der Bremsanlage außer Betrieb gesetzt und wenig später von Gernrode nach Wernigerode geschleppt. Anlässlich der ohnehin anstehenden Hauptuntersuchung war auch der Ersatz der Bremstrommeln vorgesehen. Die Arbeiten wurden begonnen, jedoch wegen fehlender Mittel zwischenzeitlich gestoppt und das Fahrzeug von der Ausbesserung zurückgestellt. Dennoch gab es von Seiten der Werkstatt Wernigerode starke Bemühungen um eine Wiederinbetriebnahme. Erschwerend waren u. a. die zunächst ungenügende Güte der neuen Bremstrommeln und die erforderliche Ausrüstung mit einem obligatorischen neuen (passiven) Zugsicherungssystem.
Seit Juli 2021 ist der Triebwagen wieder betriebsfähig. Er wird durch die HSB ausschließlich im Sonderverkehr eingesetzt.